# Saga de Erik el Rojo

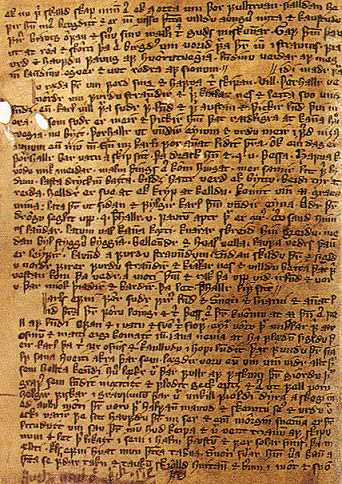
Página del manuscrito Eiríks saga rauða

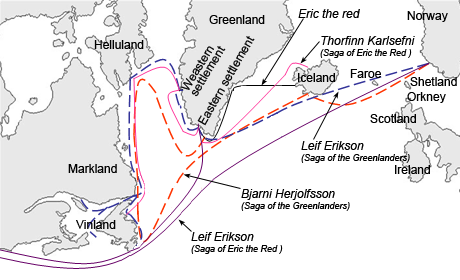
Tres diferentes rutas de navegación a Groenlandia, Vinlandia (Terranova), Helluland (isla de Baffin) y Markland (Labrador) recorridas por diferentes personajes en las sagas islandesas.

La saga de Erik el Rojo (nórdico antiguo: Eiríks saga rauða), también llamada saga de Thorfinn Karlsefni y Snorri Thorbrandsson,  es una obra literaria escrita en prosa que narra las aventuras de un grupo de vikingos que colonizan Groenlandia, Markland y Vinlandia.
Esta es una de las sagas islandesas del siglo XIII de autor anónimo. Es uno de los registros y fuentes utilizados por los investigadores para estudiar la posible llegada de europeos a América en el año 1000, unos cinco siglos antes de la llegada de Cristóbal Colón.

## Argumento
En esencia, la Saga de Erik el Rojo relata los mismos acontecimientos que la Saga de los Groenlandeses: Unos vikingos de origen noruego, entre ellos Erik el Rojo, parten desde Islandia y descubren Groenlandia, la cual colonizan. Más tarde, Leif Erikson se dirige más al oeste y se establece en la tierra que denominan Vinlandia (Tierra del Vino), pero los ataques de indígenas y otras dificultades les obliga a retirarse, al cabo de unos años.